# DigiSchool
DigiSchool est une entreprise française qui intervient dans le domaine de l'éducation et de l'orientation.

## Histoire
Thierry Debarnot et Anthony Kuntz créent digiSchool en 2011 à Lyon,.
L'entreprise développe une quinzaine d'applications et une vingtaine de sites dans plusieurs domaines de l'éducation, « du brevet des collèges au code de la route, en passant par les différents baccalauréats et des tests d'anglais comme le TOEIC » et met en place une activité de salons dans le domaine de l'orientation, en tirant profit d'éventuelles difficultés ou angoisses des familles.
En 2016, l'entreprise lève 14 millions d'euros afin de se développer en Grande-Bretagne et en Espagne.
L'entreprise, qui fournit des fiches pédagogiques gratuites « pour drainer un maximum d'audience », met en place en 2018 des services payants.
En 2018, digiSchool recrute comme directrice du développement Marie-Caroline Missir,, qui est nommée en février 2020 à la tête du réseau public Canopé par le ministre Jean-Michel Blanquer dans le contexte d'une importante restriction d'emplois du réseau,.
Le quotidien Le Monde est partenaire de digiSchool,.

## Financement
Les premiers financeurs de digiSchool sont Creadev, la société d'investissement de la famille Mulliez (Auchan), la SEPFI (holding d'investissement de la famille La Villeguerin), et Bpifrance,.
L'entreprise génère 5 millions d'euros de chiffre d'affaires en 2015, et revendique 8 millions d'utilisateurs en 2015. Selon le magazine Challenges, il s'agit d'une « véritable mine car digiSchool se rémunère grâce à la publicité ciblée auprès de ces jeunes qui ont renseigné leur profil avant d'accéder aux différents contenus pédagogiques mis à leur disposition. Identité, âge, adresse, niveau d'étude… Autant d'informations qui intéressent les écoles mais aussi les banques ou les assurances ».
Elle reste cependant déficitaire en 2016 et 2017,. Lea Delpont estime en novembre 2018 que les revenus de l'entreprise restent « très dépendants de partenariats avec les instituts d'enseignement supérieur ».
Le 7 février 2020, Educapital (fonds d'investissement spécialisé dans le secteur des Edtechs) annonce un investissement dans digiSchool pour financer le développement du pass numérique éducatif.

## Prises de position
Thierry Debarnot, fondateur de digiSchool, estime en 2017 qu'il est urgent de « marketer » l'orientation des élèves en accentuant les rencontres et partenariats entre élèves et professionnels.